# Chamtar Khān-e Soflá
Chamtar Khān-e Soflá (persiska: چمتر خان سفلی, Kabūtār Khān-e Soflā, Chamtar Khān-e Pā’īn) är en ort i Iran.   Den ligger i provinsen Khuzestan, i den centrala delen av landet, 500 km sydväst om huvudstaden Teheran. Chamtar Khān-e Soflá ligger 36 meter över havet och antalet invånare är 179.
Terrängen runt Chamtar Khān-e Soflá är platt. Runt Chamtar Khān-e Soflá är det ganska tätbefolkat, med 80 invånare per kvadratkilometer. Närmaste större samhälle är Shūshtar, 12,1 km nordost om Chamtar Khān-e Soflá. Trakten runt Chamtar Khān-e Soflá består till största delen av jordbruksmark.